# Personnages de Love Hina
Cet article présente les personnages du shōnen manga Love Hina.

## Personnages principaux

### Keitarō Urashima
Urashima Keitarō (浦島 景太郎,) est le personnage principal de Love Hina.
Au début de l'histoire, ce jeune homme de 19 ans n'est pas ce qu'on pourrait appeler un battant : maladroit, sans plus de succès dans les études qu'avec les filles, il se retrouve malgré lui gérant dans une pension pour filles léguée par sa grand-mère. Là, sa vie prendra une tournure décisive. Il va devoir s'intégrer dans cette pension sachant qu'il va généralement se prendre des coups de la part de Naru.
Le prénom de ce protagoniste, comme l’indique l’auteur à la fin du dernier tome, est inspiré du mangaka Keitarō Arima, et son nom inspiré du conte de Tarō Urashima.

#### Histoire
Au début du manga, Keitarō est un jeune étudiant de 19 ans qui tente d'entrer à l'université la plus réputée de Tokyo : Tōdai. Après avoir raté deux fois consécutives ses examens d'entrée et être ainsi devenu un vrai SFF (Sans Fac Fixe), ses parents le mettent à la porte. Celui-ci décide alors d'aller voir sa grand-mère qui tenait autrefois un hôtel, pensant qu'il pourrait loger chez elle le temps que sa situation s'améliore. Arrivé sur les lieux, il découvre que l'hôtel est devenu une pension pour jeunes filles.
À la suite de son arrivée à la pension Hinata, il rencontre de manière fortuite Naru Narusegawa, l’une des pensionnaires, dans la source d’eau chaude. Elle le chasse, honteuse et fâchée de s’être fait reluquer par ce qu'elle pense être un pervers. Keitarō se fait alors pourchasser par les autres filles, accumulant les maladresses (qui le confortent dans son image d'obsédé aux yeux des filles) avant que Haruka, sa tante, ne le sauve de ce mauvais pas. En fin de compte, il finit par s'établir à la pension. À ce sujet, la raison varie légèrement entre l'anime et le manga. Dans le manga, sa grand-mère lui lègue la pension et il en devient ainsi le propriétaire. Dans l'anime, on lui accorde seulement le statut de gérant. Dans tous les cas, il est le seul garçon de la pension.
Au cours de l’histoire, s'il s'améliore dans ses études grâce à Naru qui vise la même université, il échoue encore une fois aux examens d’entrée de Tōdai ; mais après maints efforts, il finit par y parvenir à la quatrième tentative. Puis, plusieurs mésaventures l'empêchent de partir étudier à Tōdai et finalement, il découvre grâce à Seta sa passion pour l'archéologie et décide d'en faire son futur métier.
Au fil du temps, il noue une belle amitié avec les pensionnaires, particulièrement avec Naru dont il finit par tomber amoureux. Au départ, convaincues d'être face à un idiot, elles s'aperçoivent au fil du temps que Keitarō est surtout une personne prévenante sur laquelle on peut toujours compter et finissent finalement par presque toutes en tomber plus ou moins amoureuses.
Également, Keitarō accorde une très grande importance aux promesses, et la plus importante provient de son enfance. En effet, il a promis, il y a 15 ans (à l’âge de 4 ans d’après l’anime), à une petite fille qu’ils iraient ensemble à Tōdai. Après s'être établi à la pension Hinata, il soupçonne rapidement Naru Narusegawa d’être la fille de la promesse. Toutefois, il se met à douter de cette hypothèse au fur et à mesure qu’il découvre le passé de Mutsumi Otohime et les liens qui la rattachent à la pension Hinata. Pourtant, vers la fin du récit, éperdument amoureux de Naru, il n'accorde plus grande importance à la fille de sa promesse jusqu'à ce que sa grand-mère ne dissipe tous les doutes en annonçant que Naru est bel et bien la fille en question.
En outre, vers la fin de la série, on apprend que Keitarō a aussi promis à sa sœur adoptive qu’un jour ils gèreront ensemble la pension Hinata. 
À la toute fin, il concrétise enfin son rêve de se marier avec Naru Narusegawa et de devenir le digne successeur de Seta en matière d’études archéologiques.

#### Caractère
Sa maladresse exceptionnelle le met souvent dans des situations fort gênantes pour lui et les filles qui, à bout, finissent habituellement par le frapper (principalement Naru et Motoko). Généralement, cette maladresse l'amène à regarder involontairement les pensionnaires nues, ce qui pousse les filles à percevoir Keitarô comme un pervers alors qu'il s'agit simplement de concours de circonstances incroyables.
À ce sujet, il fait preuve d'une surprenante résistance physique face aux punitions sévères que lui infligent les filles, contrastant avec son allure gringalet. Les filles sont les premières étonnées et le charrient régulièrement sur son « immortalité ». Dans certains cas, il semble même insensible à la douleur. Par exemple, dans le 22e épisode de l’anime, il est expédié dans les airs et revient à son point de départ sans le moindre os brisé. Néanmoins, bien que doué d'une grande endurance, il se casse tout de même le pied au cours de l'histoire, prouvant par là même qu'il reste malgré tout mortel.
L'un de ses passe-temps consiste à faire régulièrement des Purikura. Malheureusement, il est toujours tout seul quand il les fait, mais par la suite, son premier en compagnie d'une fille sera avec Naru. Finalement, il fera des Purikura avec toutes les filles de la pension.

### Naru Narusegawa
Narusegawa Naru (成瀬川 なる) est le personnage principal féminin de Love Hina.
Au début de l'histoire, Naru est une jeune lycéenne de 17 ans, résidente à la pension Hinata. Elle est travailleuse et court après son rêve d'entrer à Tōdai. C'est la première à être réellement gentille avec Keitarō. Elle le frappe à chaque fois qu'il se retrouve par accident sur une fille ou trop près.

#### Biographie
Elle est née le 25 mars 1981.
1984
L'histoire qu'elle partage avec Keitarō Urashima commence en mars 1984 à l'hôtel Hinata : alors qu'ils n'ont respectivement que 2 et 4 ans, ils se promettent de se retrouver une fois devenus adulte à Tōdai. L'année suivante, Mutsumi Otohime, l'amie de Naru et Keitarō, lui fait promettre de nouveau par peur qu'elle n'ait oublié. Son jeune âge au moment de la promesse avec Keitarō fait que les souvenirs ne sont pas encore conscients, elle avait donc bel et bien oublié cette promesse mais pas celle de Mutsumi.
Première tentative
Quinze ans plus tard, alors qu'elle est locataire d'une chambre à la pension gérée par la famille Urashima, Keitarō arrive à Hinata en espérant pouvoir loger chez sa grand-mère pour ne pas payer de loyer.
Au début très réticente à ce qu'il reste, elle va peu à peu comprendre qu'il a un bon fond malgré ses airs de pervers. Aussi lorsqu'il devient gérant et propriétaire sur le souhait de Hinata Urashima, elle ne fait aucune objection.
Contrairement à Keitarō qui, à la suite de sa vie plutôt difficile, a tendance à abandonner dès la première difficulté et donc à échouer, elle est une battante et passe une bonne partie de son temps à réviser, ce qui lui vaut d'ailleurs d'être 1re nationale aux examens blancs. Ces examens servent d'entrainement pour les concours d'entrée à l'université au Japon, ils sont à comparer aux devoirs sur table effectués par les élèves de CPGE en France.
Seconde tentative
Malheureusement, son talent pour les études et ses connaissances ne seront pas suffisants la première fois qu'elle passera le concours. Elle fuira donc à Kyoto où elle retrouve par hasard Keitarō qui avait lui aussi voulu faire une pause. Ils décideront tous les deux de passer par Okinawa pour se ressourcer. C'est là qu'ils rencontreront Mutsumi une jeune fille à la santé fragile qui deviendra rapidement une de leurs amies. Ils décident de retenter Tōdai.
Étudiante
Une fois entrée à l'université, elle suit des études pour devenir professeur des écoles pendant que Keitarō part pendant six mois à l'étranger. Elle finira par lui avouer son amour dans le 12e tome après une fuite à travers tout le pays.
Elle se marie avec Keitaro au printemps 2005.

#### Aptitudes
Outre son talent en ce qui concerne les études, Naru a aussi un don pour les techniques offensives tels que :
- Le Tekken (鉄拳, poing de fer?) est un coup de poing surpuissant.
- La décuplement corporel ou Kage Bunshin (影分身, clonage de l'ombre?) qui fait apparaître une dizaine de mini-répliques qui assomment l'adversaire.

#### Anecdotes
- Naru est la meilleure amie de Kitsune et de Mutsumi.
- Elle a promis de rentrer à Tōdai à trois personnes : Keitarō, Mutsumi et Seta.
- À l'origine, Naru devait s'appeler Midori et être une fille naïve, douce et maladroite.
- Naru et Seta font un caméo dans le tome 10 de Negima!, du même auteur, lors des pré-sélections du tournoi des arts martiaux.
- Par ailleurs, dans Negima!, le personnage féminin principal Asuna Kagurazaka lui ressemble beaucoup.

### Mutsumi Otohime
Otohime Mutsumi (乙姫 むつみ) est une jeune fille de 20 ans particulièrement gentille, mais maladroite, tête en l'air et faisant souvent des syncopes. Elle a huit frères et sœurs et ressemble trait pour trait à sa mère.
Tout comme Naru et Keitarō, elle est candidate au concours d'entrée de Tōdai. C'est après leurs échecs en 1999 qu'ils se rencontreront sur un bateau pour Okinawa.
De constitution plutôt fragile, elle meurt assez souvent dans le manga, son âme s'échappant alors dans un halo de lumière.
Très excentrique, elle est généralement complètement déphasée de la réalité : elle utilise le hasard pour répondre aux QCMs, oublie de noter son nom sur les feuilles d'examens, elle a un goût obsessionnel pour les pastèques, elle parle aux tortues, etc.
Elle est surnommée parfois Miss Bisous ou Mademoiselle Tortue.
Elle est employée au Café Hinata dès la moitié du manga. À la fin du manga, elle travaille semble-t-il dans le domaine de la recherche scientifique.

## Personnages secondaires

### Mitsune Konno
Konno Mitsune (紺野 みつね) est une pensionnaire de Hinata. Ses amis la surnomment Kitsune (キツネ) en raison de son caractère espiègle qui rappelle celui du renard (狐, kitsune).
Modèle parfait du célibataire parasite depuis qu'elle a quitté le lycée, cette jeune femme de 19 ans vivote en naviguant de baitō en baitō ou en pariant sur des courses hippiques pour se payer du saké. Elle a une forte tendance à la débauche et à entraîner son entourage dans des combines douteuses.
Dès les premiers volumes, elle tente de mettre ensemble Naru et Keitarō bien qu'elle tente elle-même de séduire ce dernier (généralement sous l'effet de l'alcool).
Elle est très vénale et passe une bonne partie de son temps à trouver des combines pour ne pas payer, actes dont les conséquences retombent généralement sur les épaules de Keitarō qui se retrouve souvent sans le sou.
À la fin du manga, bien qu'encore de tempérament assez espiègle, elle aura mûri et sera devenue plus responsable au point de devenir gérante du café Hinata.
Sa chambre reflète bien ses goûts, c'est une pièce décorée de trophées de beuverie mais relativement chaleureuse par son aspect de salon qui la rend conviviale.

### Shinobu Maehara
Maehara Shinobu (前原 しのぶ) est une pensionnaire de Hinata.
Cette fille de 12 ans, extrêmement timide tombe amoureuse de Keitarō pratiquement dès le premier coup d'œil ; elle l'admire beaucoup — surtout pour sa volonté à (presque) toutes épreuves — et le surnomme Senpai.
Elle a un talent culinaire assez développé et s'occupe donc de cuisiner pour ses amis avec parfois l'aide de son senpai.
Peu sûre d'elle et très émotive au début du manga, elle apprendra à s'affirmer au cours du récit et deviendra une belle jeune fille épanouie, elle sera d'ailleurs rentrée à son tour à Tōdai en seconde année de littérature.
Sa chambre débordante de peluches reflète bien son caractère enfantin et très doux.

### Kaora Sū
Kaora Sū (カオラ　スウ, Kaola Sū) est une des pensionnaires de Hinata. Étant étrangère, l'usage du prénom après le nom au japon a fait que les pensionnaires ont mal compris lors de son arrivée que Sū était en réalité son nom de famille, mais l'usage a fait qu'elles l'appellent toutes comme ça.
C'est une jeune fille de 14 ans hyperactive qui passe son temps à saluer Keitarō en le frappant au visage d'un coup de pied. Elle a une sœur, Amalla Sū et un frère (ni l'un ni l'autre n'apparaissent dans le manga, cependant l'anime fait apparaître la sœur à plusieurs reprises), Lanba Luu restés dans leur famille.
Contrairement à la plupart des personnages, elle est d'origine étrangère et s'exprime régulièrement en faisant des erreurs de vocabulaire. Elle aime d'ailleurs tellement son pays qu'elle a reproduit une forêt équatoriale dans sa chambre.
Lors des nuits de lune rousse, elle semble plus âgée et plus mature.

#### Inventions
C'est une geek qui passe son temps à concevoir des robots et des radars tels que :
- la série de modèle Méca-Tama comportant aussi bien des drones, des véhicules, des armures de combat, etc. Elle en a fabriqué plus de 30 à la fin du manga, cependant la plupart restent inconnus.
- le détecteur à Kame (À l'origine prévu pour trouver les tortues (kame), il peut aussi détecter les jarres (kame)).
- Méca-Sarah, un robot censé remplacer Sarah après son départ.
- toutes sortes d'armes avancées comportant l'emblème de son pays (Le Royaume de Molmol, dont elle est la Princesse).

Bien que son caractère soit très enfantin, le personnage de Sū présente une qualité exceptionnelle : elle a un don pour l'ingénierie et plus particulièrement dans les domaines de la robotique et de l'armement.
La plupart de ses inventions portent un ou trois yeux, symbole de son pays.
Robots de la classe Méca-Tama
Créés à l'origine pour combattre la tortue démoniaque Tama, cette série prend pour modèle de design l'adversaire théorique des premiers modèles, cependant certains des modèles les plus avancés ne ressemblent plus que vaguement à une tortue.
Voici une liste des modèles connus et de leurs caractéristiques :
| N° de série | Type du modèle         | Particularité |
| ----------- | ---------------------- | --- |
| 0           | Prototype géant        | Modèle autonome réagissant à la voix Équipement : Gaz hilarant, bras à chatouilles, mâchoire de capture                                                 |
| 1           | Prototype sur secteur  | Premier modèle, entièrement en métal. Équipement : Canon à plasma, Rayon de glace, fusée de propulsion                                                  |
| 2           | Prototype sur batterie | Amélioration autonome en énergie de la série 1 Équipement : Mitrailleuse, fusée de propulsion                                                           |
| 3           | Drône espion           | Modèle télécommandé Équipement : Blindage extérieur en carapace de tortue, caméra, haut-parleurs, mode autodestruction                                  |
| 4           | Char de combat         | Design inspiré de Gidget, véhicule trois place Équipement : Fusée de propulsion, missiles, mitrailleuse, fusils mitrailleurs, arme laser, mode amphibie |
| 5           | Armure de combat       | Équipement : Fusée de propulsion, bras de capture, bras de manipulation, rayon laser, mode amphibie                                                     |
| 6           | Avion militaire        | Équipement : Fusée de propulsion, arme diverse (?) |
| …           |                        | |
| 28          | Robots de compagnie    | Équipement : Générateur anti-gravité (?) : En effet elle flotte en l'air sans utiliser de propulsion particulière.                                      |
| 29          | Robots de compagnie    | Équipement : Générateur anti-gravité (?) : En effet elle flotte en l'air sans utiliser de propulsion particulière.                                      |
| 30          | Robot de combat        | Équipement : Fusée de propulsion, fusil (laser?) |

Autres robots
- Méca-Sarah : Créé à l'origine pour continuer à jouer avec Sarah malgré son départ, il est basé sur le physique de celle-ci à 9 ans. On ignore s'il y en a plusieurs.
- Kiss-machine : Robot conçut en théorie pour s'entrainer à embrasser, cependant ses baisers tiennent apparemment plus de la torture qu'autre chose.

Radars
Sū a créé tout un ensemble de radars capables de détecter tout et n'importe quoi, parfois même des homonymes (en japonais) de la véritable cible cherchée.
- Sonar à tortues (亀, kame?) qui détecte aussi les jarres (kame?)
- Sonar à tortue amélioré
- Sonar à onsen
- Sonar à Naru
- Sonar à Keitarō
- Sonar longue portée (détecte un pendentif orné de 3 yeux)

Armes
La plupart des armes qu'elle crée sont des fusils basés sur la technologie laser, elle en a fabriqué une véritable collection dont, pour la plupart, nous ignorons la fonction et le nom. Nous en connaissons cependant au moins cinq :
- Extirpeur d'âme
- Laser spécial corps à conscience modifiée
- Laser de capture
- Rayon de glace (sur méca-tama 1)
- Canon à plasma (sur méca-tama 1)

Elle a aussi fabriqué plusieurs types d'explosifs ou de missiles :
- Bombes à plasma (diverses tailles)
- Missiles à poissons (amphibie)
- Missiles harceleurs (suivent la cible en répétant son nom sans arrêt)
- Fusée de propulsion : Principalement employée sur les méca-tama, elle en possède cependant une gigantesque en forme de fusée Ariane.

Technologies loufoques
En outre elle produit parfois d'autres technologies plus ou moins bizarres :
- Costumes camouflages : Elle en a créé trois, le premier est tombé en panne lors de la première utilisation.
- Machine à intelligence (ne marche pas)
- Transpalampe : Permet de voir à travers les vêtements. Cette technologie a été utilisée pour démasquer Kanako.
- Pinces de capture (adaptée sur le van de Seta)
- Détecteur lumineux d'alien en forme de dogū

Autres technologies
Elle crée aussi parfois des machines avec des technologies existantes. Ces objets sont parfois à usage militaire (comme les lunettes de vision nocturne), mais la plupart du temps ne sont qu'à usage civil. Elle semble d'ailleurs équiper elle-même la pension de la plupart des appareils qui utilisent l'électricité : horloge, sauna, chronomètre, etc.

### Motoko Aoyama
Aoyama Motoko (青山 素子) est une pensionnaire de Hinata.
Cette jeune fille de 15 ans est une adepte du kendo. Elle pratique l'enseignement du Shinmei-ryū (神鳴流) dont elle est l'héritière en titre depuis la défection de sa sœur ainée, Tsuruko.
Elle déteste Keitarō au début car, bien qu'il ne soit pas à ses yeux un exemple de virilité, il représente malgré tout l'homme dans toute sa splendeur, c'est-à-dire l'être qui lui a enlevé sa sœur adorée. Cependant elle commencera à l'apprécier et finira même par l'aimer après avoir compris qu'il était quelqu'un de vraiment bien.
À la fin du manga, elle est devenue une jeune femme épanouie et plus féminine, mais ne rejette pas pour autant sa vocation de guerrière et accumule les activités : en plus de ses études de droit en troisième année de Tōdai, elle gère le dojo du Shinmei-ryū et écrit en secret des romans à l'eau de rose.
Sa chambre reflète bien son caractère sobre et guerrier, elle ressemble à un dojo et est surtout décorée d'armures et d'armes.

### Sarah McDougall
Sarah McDougall (サラ・マクドゥガル, Sara Makudugaru) deviendra au cours de la série une pensionnaire de Hinata.
Cette petite fille de 8 ans originaire de Californie est la fille de la compagne de Seta et est amie avec Sū.
Lors de leurs premières rencontres, elle martyrise Keitarō, cependant comme tous les personnages féminins, elle finira par s'y attacher.
Sa mère est morte lorsqu'elle était petite, mais elle porte tout de même le nom de celle-ci. Son histoire dans l'anime diffère de celle du manga : en effet, alors que dans le manga rien n'est dit sur son père, mais que plusieurs indices, notamment l'histoire du choix de Seta, suggèrent qu'elle est vraiment la fille de Seta, dans l'anime elle n'a été qu'adoptée par celui-ci à la suite de la mort de ses parents naturels.
Lorsqu'au cours du manga, Haruka et Seta se marieront, elle deviendra la cousine par alliance de Keitarō et Kanako.
Elle n'a pas de talent particulier lorsqu'il s'agit de se battre, cependant elle a déjà acquis les bases du jeet kune do que Seta lui a appris.

### Kanako Urashima
Urashima Kanako (浦島 可奈子) deviendra pendant un court moment la gérante de Hinata.
C'est la sœur adoptive de 17 ans de Keitarō. Elle passe la plupart de son temps à voyager avec sa grand-mère, mais lorsque son frère passera plusieurs mois aux États-Unis pour ses études, elle en profitera pour prendre en main la pension et tenter de réaliser une promesse qu'ils s'étaient faite lorsqu'ils étaient petits : gérer ensemble l'auberge Hinata, mais pour cela elle doit d'abord refaire de la pension un hôtel.
Elle fait ce que les Japonais appellent parfois le brother complex, elle idolâtre son frère au point d'éprouver des sentiments amoureux envers lui.
Contrairement à Keitarō, elle maîtrise le style de combat familial principalement basé sur l'utilisation du Ki. C'est également une professionnelle du transformisme : elle peut devenir n'importe qui grâce à des masques de latex, sa capacité à se désarticuler et à son don pour changer sa voix.
Elle n'apparaît pas dans la série anime, cependant elle apparaît dans Love Hina Again.

## Autres personnages

### Haruka Urashima
Urashima Haruka (浦島 はるか) est une jeune femme de 28 ans travaillant au Café Hinata, ainsi que, pendant une période d'un an, à la Pension Hinata. Bien que Keitarō l'appelle tante Haruka, elle est en réalité sa cousine.
Lorsqu'elle était à l'université, elle était en rivalité avec sa meilleure amie pour le cœur de Seta. Celle-ci étant morte depuis, elle pensera au premier abord n'être qu'une solution de remplacement lorsque Seta la demandera en mariage. Elle finira tout de même par se marier avec lui à Todai, l'ancienne capitale du Royaume du Molmol.
Le passé d'Haruka semble assez trouble, en effet il est fait allusion à plusieurs reprises à des affrontements entre des organisations louches (voire criminelles) et le groupe qu'elle formait avec Seta et la mère de Sarah. Elle a d'ailleurs une grande dextérité dans le maniement des armes à feu et les arts martiaux.

### Seta Noriyasu
Noriyasu Seta (瀬田 記康) est un jeune homme d'environ 28 ans travaillant lors de ses premières apparitions comme assistant auprès d'un professeur d'archéologie de Tōdai.
Parodie d'Indiana Jones extrêmement excentrique, il est complètement déphasé de la réalité et est à l'origine de la plupart des situations les plus invraisemblables auxquelles sont confrontés les personnages. Sa façon de conduire l'amène d'ailleurs tellement souvent à avoir des accidents qu'il a même prévu une fonction amphibie pour son van.
Au cours du manga, on ne sait pas s'il est le vrai père de Sarah ou s'il n'a fait que l'adopter, cependant il semble que ça soit le cas.
Il est l'une des trois personnes auxquelles Naru a promis d'intégrer Tōdai lorsqu'elle était son élève particulier.
Il a une grande maîtrise des arts martiaux et enseigne ceux-ci à Sarah et à Keitarō.

### Kentaro Sakata
Kentaro Sakata (坂田 健太朗) est un personnage secondaire n'apparaissant que dans l'anime. Il se présente rapidement comme le « rival fortuné » pour séduire le cœur de Naru (première apparition dans l'épisode 6).
Contrairement à Keitaro, il réussira ses études pour entrer en faculté de médecine. Il tentera de séduire Naru avec efficacité, cependant Naru ne succombera pas à son charme et le renverra.
Ce personnage fera quelques apparitions dans tout l'anime. On le retrouve notamment comme manager de Naru lors de sa phase idol. Face au succès de Naru, il ouvre même une boîte qui coulera aussitôt, ce qui le réduira notamment à se faire exploiter par Haruka au Café Hinata pour combler ses dettes.
Ce personnage n'existe pas au manga.

### Nyamo Nāmo
Nyamo Nāmo (ニャモ・ナーモ) est une fille de 13 ans originaire de Pararakelse, elle ressemble physiquement et mentalement à Shinobu.
Lors de sa première apparition, elle fait de petits boulots pour le chantier de fouilles sur lequel travaillent Keitarō et Seta car elle veut poursuivre l'œuvre de son grand-père décédé dont elle porte une photo en pendentif.
Au début elle ne parle que l'anglais, ce qui compliquera la compréhension entre elle, Keitarō et Naru.
Après l'épisode de Pararakelse, elle réapparaît pour amener une offre d'emploi sur les chantiers de fouilles du Molmol à Keitarō, ainsi que dans l'épilogue. On peut supposer qu'en tant qu'assistante de Seta, elle travaille avec lui et Keitarō à la fin de l'histoire.

### Tsuruko Aoyama
Aoyama Tsuruko (青山 鶴子) est une jeune femme passée maître dans l'art du Shinmei-Ryū. Bien qu'elle soit l’aînée, elle n'est plus l'héritière du clan depuis son mariage, au profit de Motoko.
Lors de la plupart de ses apparitions, elle finit par provoquer en duel sa sœur pour la ramener à Kyōto. Cependant, bien que la plupart du temps Motoko soit vaincue, elle impressionne suffisamment Tsuruko pour que celle-ci la laisse en paix. Tsuruko finira cependant par perdre face à la « technique de la déclaration ».

### Ema Maeda
Ema Maeda est une jeune fille de 15 ans qui apparaît dans l'épilogue. Elle décide d'habiter dans la pension Hinata, mais fait une entrée aussi fracassante que celle de Keitarō. C'est à travers elle que le lecteur découvre ce que sont devenus les pensionnaires quelques années plus tard.

### Shirai Kimiaki et Haitani Masayuki
Shirai Kimiaki (白井 功明) et Haitani Masayuki (灰谷 真之) sont deux amis d'enfance de Keitarō qui tentent de passer les concours d'entrée à diverses universités en même temps que lui.
Shirai est petit et légèrement enrobé, Haitani est lui plus grand et particulièrement fin. Tous les deux sont aussi obsédés l'un que l'autre, leurs façons d'aborder les femmes diffèrent cependant en raison de leurs caractères : alors que Shirai a des difficultés en raison de sa grande timidité, Haitani lui n'hésite pas à aborder une femme qu'il vient juste de croiser, cependant ses manières machistes font qu'il est généralement rembarré de manière assez violente.
Ils apparaissent surtout au début du manga et ne font après que quelques apparitions jusqu'à la moitié du manga. Ils disparaissent alors jusqu'à l'épilogue.
Ils forment un duo comique sans véritable démarcation dans leurs rôles, cependant la tendance de Haitani à avoir des réactions excessives lui prête le rôle d'Auguste et par conséquent celui du Clown Blanc à Shirai.

### Mei
Mei (愛衣) est la demi-sœur de Naru.
Créée pour les besoins de l'anime, elle a cependant par la suite été intégrée au manga, soit par une simple évocation, soit directement par son apparition.
C'est par son père et la mère de Naru qu'elle est liée à sa demi-sœur, il est donc probable qu'elle ne porte pas le même nom que Naru qui a gardé le nom de son père. De plus, comme elle ressemble trait pour trait au personnage de Sakura Mei (佐倉 愛衣) de Negima!, beaucoup de fans pensent que les deux personnages ne sont en réalité qu'un seul.

### Matsumoto Sachiyo, Ichikawa Emi et Onōe Kikuko
Matsumoto Sachiyo (松本 幸代), Ichikawa Emi (市川 えみ) et Onōe Kikuko (尾上 菊子, Onōe Kikuko) sont des élèves du même lycée que Motoko.
Créées pour les besoins de l'anime, elles rajoutent du background au personnage de Motoko en la rendant populaire dans son lycée. En effet le fan-club de Motoko la suit partout en raison de sa beauté, de sa personnalité mais aussi de sa technique au sabre.

## Animaux

### Tama
Tama (タマ) est le diminutif de Onsen Tamago (温泉 たまご, Œuf des sources chaudes). Cette jeune tortue femelle fait partie de la sous-espèce des tortues des sources chaudes et aime par conséquent se baigner dans de l'eau chaude. Elle s'exprime par des « myû myû ». Comme tous les membres en bas âge de son espèce ; elle peut voler, elle a aussi une intelligence comparable à celle d'un humain : elle sait entre autres écrire, compter ou faire un salut rituel.
Ses relations avec les pensionnaires d'Hinata sont parfois difficiles : bien qu'elle adore Keitarō, Mutsumi et Shinobu, elle a quelques problèmes avec Motoko (qui en a peur) et Sū (qui souhaite la manger).

### Kuro
Kuro (クロ) est un chat noir aux oreilles surdimensionnées. Il sait parler, et sert de « conscience » à Kanako.
Il porte une clochette au bout de sa queue.

### Shippū
Shippū est la grue de Tsuruko. Elle sera offerte à Motoko vers la fin du manga.

### Léon
Léon est le caméléon de Ema. Il n'apparait que dans l'épilogue.

## Anecdotes
- Keitarō et Mutsumi se sont longtemps préparé eux-mêmes leurs chocolats d'obligation pour ne pas avoir honte le jour de la Saint-Valentin.
- Alors que dans le manga Shinobu est déjà pensionnaire d'Hinata lorsque l'histoire commence, dans l'anime elle n'arrive que dans le second épisode après le divorce de ses parents.
- Dans l'anime, Kitsune s'exprime avec un accent d'Osaka perpétuant un stéréotype selon lequel les gens de cette région sont rusés et cupides.
- Motoko souffre d'une phobie des tortues. Dans le manga, ce n'est pas clairement expliqué, cependant quelques cases ainsi que l'anime suggèrent qu'elle aurait été attaqué par un démon en forme de tortue lorsqu'elle était jeune.
- La boîte dans laquelle Mutsumi offre Tama est semblable à celle que la petite fille de la promesse offre à Keitarō dans son rêve dans le volume 2 du manga - et qui transforme tout le monde en adulte une fois ouverte.
- Quand Keitarô se prend des coups de poing par Naru, il vole toujours plus haut.
- Tama, Kuro, Shippū et Léon sont inspirés des quatre divinités protectrices cardinales :
  - Genbu, la tortue noire du Nord ;
  - Byakko, le tigre blanc de l'Ouest ;
  - Suzaku, l'oiseau vermillon du Sud ;
  - Seiryu, le dragon azur de l'Est ;

Ils rejoignent le manga tour à tour en décrivant un cercle anti-horaire, le dernier, Léon, apparaissant dans l'épilogue comme si la boucle était bouclée.
- Motoko et Tsuruko font un caméo dans le tome 4 de Negima!, lorsque Konoka raconte sa rencontre avec Setsuna.